# Козьмин, Владимир Манасьевич
Влади́мир Мана́сьевич Козьми́н (23 декабря 1912, Покровка, Зиминский уезд, Иркутская губерния, Российская империя ― 5 июля 1985, Йошкар-Ола, Марийская АССР, РСФСР, СССР ― советский художник и скульптор, член Союза художников СССР. Председатель правления Союза художников Марийской АССР (1967―1969). Заслуженный деятель искусств Марийской АССР (1960). Участник Великой Отечественной войны.

## Биография
Родился 23 декабря 1912 года в деревне Покровка ныне Зиминского района Иркутской области в многодетной крестьянской семье.
Окончил 7-летнюю школу в родной деревне. В 1937 году окончил Иркутское художественное училище. В 1938―1940 годах учился во Всероссийской академии художеств.
В ноябре 1940 года призван в Красную армию. Участник Великой Отечественной войны: начальник маскировочной мастерской 3-й отдельной маскировочной роты 386 стрелкового полка Западного и 2-го Белорусских фронтов, техник-интендант 2 ранга (старший техник-лейтенант). Солдаты роты под его руководством сооружали и расписывали ложные объекты танковых скоплений, артиллерийских позиций, аэродромов, переправ, что вводило в заблуждение противника. Прошёл по территории Белоруссии, Польши, окончил войну в Германии, последняя работа проведена по форсированию Одера.  Награждён орденами Отечественной войны II степени, Красной Звезды и медалями. Демобилизовался из армии в декабре 1945 года.
В 1946 году по приглашению Марийского республиканского драматического театра имени М. Шкетана вместе с женой прибыл в Йошкар-Олу, где в статусе главного художника оформлял спектакли театра. В том же году занимался в Монументальной мастерской И. Э. Грабаря Всероссийской Академии художеств.
С 1947 года ― сотрудник товарищества «Марий художник». Вёл активную общественную работу, читал лекции об искусстве в обществе «Знание», принял участие в организации Марийского отделения Союза художников РСФСР.
В 1967―1969 годах ― председатель правления Союза художников Марийской АССР, в 1968―1973 годах ― член правления Союза художников РСФСР.
Скончался 5 июля 1985 года в г. Йошкар-Оле.

## Художественное творчество
В годы учёбы в Иркутском художественном училище писал первые работы под впечатлением от исторических картин В. Сурикова. Дипломная работа ― «Колхозная свадьба».
В годы войны рисовал своих сослуживцев (например, «Портрет сержанта Филатова» (1944)), в том числе и женские портреты: портрет Аринки, дочери солдата (1943). Сохранились зарисовки  «Солдаты на отдыхе», «Ложные позиции», «Землянки», «Заграждения», «Ложные танки».  Живописные этюды «Землянки. Залесье», «Солдатская баня» и другие дают отчетливое представление о фронтовом быте.
В г. Йошкар-Оле оформил театральные спектакли «Бесприданница» и «Снегурочка» А. Н. Островского, «Далеко от Москвы» В. Н. Ажаева, «Под каштанами Праги» К. М. Симонова, «Пасека» марийского драматурга Н. Арбана.
На выставках произведений художников шести автономных республик РСФСР в Казани (1947) были представлены его пейзажи «Глухари на току», «Зимний пейзаж», «Зимняя дорога» и «Тяга вальдшнепов».
В эти годы из-под кисти художника вышли сюжетно-тематические картины на историческую тему: «Комитет бедноты» (1948), «За высокий урожай» (1949), «Встреча первого поезда» (1949), «На выборы» (1950), «Подписание декрета об образовании автономии марийского народа» (1951), «Сельский врач» (1953), «Проводы коммунистов-добровольцев на фронт» (1955―1957), «Практиканты» («Китайские студенты на практике», 1960), «Н. К. Крупская с марийскими пионерами» (1959―1960).
В колористическом плане среди работ художника интересны пейзажи «Утро. Туман» (1954), «К вечеру» (1955), «Солнечный день» (1958), «Последние лучи» (1961), «Йошкар-Ола зимой» (1980), «Осенний день. Йошкар-Ола» (1981) и др.
Одновременно с работой в живописи активно сотрудничал с Марийским книжным издательством. Им оформлены и проиллюстрированы десятки книг художественной и детской литературы марийских писателей: М. Казакова, С. Чавайна, В. Иванова, В. Сапаева, О. Ипая и др.
С начала 1960-х годов стал работать в жанре станковой и монументальной скульптуры. Является автором скульптурных портретов: народной артистки Марийской АССР Н. Дружининой (1961), художника и общественного деятеля А. В. Григорьева (1962), Героя Советского Союза Ф. Радугина (1963), первого марийского филолога, доктора наук В. М. Васильева (1964), профессора В. Смирнова (1965), Героя Социалистического Труда И. Р. Ямулова (1966), станковой композиции из морёного дуба «Чоткар-патыр» (1967), портретов А. Козьмина, артиста балета (1974), Л. Т. Рычина (1979) и др.
С 1964 года его работы (в соавторстве с О. Дедовым) ― бюст Н. К. Крупской перед зданием Марийского педагогического института в г. Йошкар-Оле.
В 1966 году его бюст С. Чавайна установлен перед домом-музеем С. Г. Чавайна на родине писателя в деревне Чавайнур Моркинского района.
Запоминающимся произведением монументального искусства в 1969 году стал и памятник-бюст писателю и драматургу М. Шкетану в посёлке Оршанка.
В 1968 году в п. Красногорский Звениговского района Марийской АССР им создан памятник воинам, умершим от ран. Также им созданы «Памятник советским воинам» в п. Кожласола Звениговского района, «Памятник учащимся Звениговской школы, погибшим в Великой Отечественной войне», памятники-бюсты Героя Советского Союза Зинона Прохорова в г. Волжске и командира партизанской бригады Родиона Охотина в д. Мари-Луговая Звениговского района, «Родина-мать» в Оршанке. В 1975 году в посёлке Медведево был открыт памятник-мемориал погибшим в Великой Отечественной войне  «Прощание матери с сыном».
В 1960 году ему присвоено почётное звание «Заслуженный деятель искусств Марийской АССР». Награждён медалями и Почётной грамотой Президиума Верховного Совета Марийской АССР.

## Звания и награды

### Трудовые
- Заслуженный деятель искусств Марийской АССР (1960)[1][6]
- Медаль «За доблестный труд. В ознаменование 100-летия со дня рождения Владимира Ильича Ленина» (1970)
- Медаль «Ветеран труда» (1975)
- Почётная грамота Президиума Верховного Совета Марийской АССР (1957)[1]

### Боевые
- Орден Отечественной войны II степени (27.03.1945, 06.04.1985)[2][3]
- Орден Красной Звезды (29.10.1944)[2][3]
- Медаль «За боевые заслуги» (30.10.1942)[2][3]
- Медаль «За оборону Москвы» (1944)[2][3]
- Медаль «За победу над Германией в Великой Отечественной войне 1941—1945 гг.» (09.05.1945)[2][3]

## Память
- Работы В. М. Козьмина хранятся и выставляются ведущих музеях Марий Эл ― Национальном музее имени Т. Евсеева, Республиканском музее изобразительных искусств[6], Музее истории г. Йошкар-Олы[12], Козьмодемьянском музейном комплексе, а также в частных коллекциях в России.